# Османн, Наталья
Наталья Османн (наст. имя — Наталья Александровна Османова (Захарова); род. 3 сентября 1986, Потсдам) — российский журналист, блогер, сооснователь проекта о путешествиях #FollowMeTo, fashion-influencer, автор книг о путешествиях, основатель йога-студии Ashram.

## Биография
Родилась в семье военного Александра Ивановича Захарова и Ирины Николаевны Захаровой. У Натальи есть брат Александр Александрович Захаров. Семья Захаровых вернулась в Россию в 1991 году в город Ижевск, где прошли детство и юность Натальи.
Наталья профессионально занималась спортивной гимнастикой и бальными танцами. Многократно становилась победителем и финалистом региональных и международных конкурсов по спортивным бальным танцам в 10-ти программах.
В 14 лет Наталья решила стать журналистом. С 10 класса работала на телеканале СТС Ижевск, ведя спортивные новости. Писала статьи в газету «Известия Удмуртской Республики».
По окончании школы поступила в Удмуртский государственный университет. После двух лет учёбы в УДгУ, и переехала в Москву, поступив в Гуманитарный институт телевидения и радиовещания имени М. А. Литовчина.
С первого курса университета работала в сфере журналистики, на различных радиопередачах, блогерских порталах и в журнале Magia Magazine. Была ведущей на телеканале Fashion TV.
В 2016 году выступила продюсером и ведущей авторской телепередачи «Следуй за мной» на Первом канале.
На сегодняшний день Наталья Османн является международным fashion и travel-инфлюенсером с совокупной аудиторией более 1 млн подписчиков.

## #FollowMeTo
В 2011 году Наталья вместе со своим молодым человеком (ныне мужем) Мурадом Османн основала проект #FollowMeTo («Следуй за мной»).
Проект стал популярным в 2012 году благодаря статьям в изданиях Reddit и Daily Mail.
В 2013 году фотографии #FollowMeTo появились на Times Square в Нью-Йорке в рамках коллаборации с брендом Michael Kors. Мурад и Наталья сделали 10 фотографий в поддержку благотворительной акции «Watch hunger stop». Вырученные с акции деньги шли на обеспечение завтраками африканских детей.
В том же году состоялась выставка проекта в рамках Art Basel Miami. Позже пара организовала ещё ряд международных выставок в Лондоне, Гонконге, Сингапуре, Дели, Нью-Йорке и Тайване.
В 2014 году состоялась коллаборация проекта #FollowMeTo с компанией Google. Рекламная кампания была посвящена талантливым людям и пути их творческого развития. Авторы проекта #FollowMeTo приняли участие в ролике, посвященном людям, которые любят фотографировать.
В 2014 году проект выпустил авторскую книгу о путешествиях в формате coffee table book: «Follow Me To: A Journey around the World Through the Eyes of Two Ordinary Travelers» (Skyhorse), ставшую #1 на сайте Amazon в категории «Travel».
В 2015 году была издана русскоязычная версия книги: «#FOLLOWMETO! Впечатляющие приключения Натальи и Мурада Османн — российской пары путешественников». Книга вышла в более расширенном издании, и была распродана тиражом 15 тыс. экземпляров.
В 2015 году фото проекта появилось на обложке журнала Harper’s Bazaar Bride India. Серия фотографий была в создана в Тадж-Махал в Агре, Соборной мечети Джама-Масджид в Дели, дворце Хава-Махал в Джайпуре, на аллее Пахарганджа в Дели, в Варанаси в Уттар-Прадеш, Озёрном дворце Удайпур и в Форт Амбер в Джайпуре.
В 2016 году фотография, сделанная в Тадж-Махале, появилась на обложке апрельского/майского номера National Geographic Traveler.
В том же году в эфире Первого канала вышла авторская программа «Следуй за мной». В рамках сезона вышло 6 выпусков программы о путешествиях в Индию, Грузию, Иорданию, Филиппины, на Байкал и в Испанию.
В 2017 году журнал Forbes USA включил #FollowMeTo в ТОП-3 самых успешных и влиятельных блогов о путешествиях в мире.
В 2018 году проект запустил интернет-магазин — «Follow Me To Shop» с авторскими картинами и фирменным мерчем.
В 2019 году Наталья и Мурад Османн вместе с Арсением Зяббаровым основали креативное агентство FMT.JETLAG, занимающееся продакшеном видео и рекламы. В том же году #FollowMeTo запустил международные авторские туры по маршрутам travel-проекта.
С 2019 года создатели «Следуй за мной» (#FollowMeTo) принимают участие в проекте «12 space». В нём Мурад и Наталья проводят курсы, программы, медитации и семинары.
На сегодняшний день совокупная аудитория проекта составляет 5,3 млн подписчиков. Он представлен в социальных сетях Instagram, Facebook, Вконтакте, Tik Tok YouTube. Помимо основных Instagram-аккаунтов Мурада и Натальи, у проекта есть live-страница.
В портфеле #FollowMeTo имеются коллаборации с брендами Google, Bvlgari, Cartier, Macy’s, Samsung, Мегафон, ASUS, Michael Kors, Clinique, Calzedonia, Colgate, Huawei, S7 и пр., специальные проекты для National Geographic и NBC Channel, и обложки для журналов Harper’s Bazaar Bride India и National Geographic Traveler.

## Мода
Наталья Османн является fashion-инфлюенсером с мировым именем. Освещает Недели моды в Париже, Милане и Нью-Йорке. Появилась на обложках международных fashion, travel и lifestyle — изданий: Harper's Bazaar Bride India, National Geographic Traveler magazine, Cosmopolitan Shopping, Top Beauty, Le Prestige, Travel&Style, Collective Magazine.
Выступает лицом рекламных кампаний и амбассадором международных брендов. В её портфолио присутствуют коллаборации с Dior, Versace, Bvlgari, Adidas, Intimissimi, Cartier, Falconeri, Calzedonia, Oriflame, Maserati, Clinique, и др. Является другом Fendi, Louis Vuitton и Pomellato.
Наталья — единственный представитель России, который сотрудничает с итальянским агентством Condé Nast Talent Agency. Является другом Dior и гостем показов бренда в Париже. Она поддерживает благотворительную кампанию #DIORLOVECHAIN и представляет интересы бренда в России.
Кроме того, является другом бренда Bvlgari в России и Италии, амбассадором линии парфюмерии Le Gemme by Bvlgari, автором идеи и лицом рекламного ролика выставки украшений «Bvlgari. Очарование женственности. Великолепие римских драгоценностей» в Музее Московского Кремля. Является другом adidas, лицом капсульной коллекции «adidas x Wanderlust» и лицом бренда в России.
В 2018 году стала амбассадором компании Calzedonia, лицом рекламных кампаний брендов Calzedonia, Intimissimi и Falconeri.
В 2019 году выступила хедлайнером рекламной кампании, реализованной агентством FMT.JETLAG #FollowMeTo для Intimissimi, приуроченной к 8 марта.
В 2020 году разработала капсульную коллекцию женской обуви и сумок для итальянского бренда Pollini «Pollini x Nataly Osmann». Презентация коллекции состоялась на Неделе моды в Милане в феврале 2020 года и появилась в продаже в бутиках Pollini по всему миру осенью 2020 года.

## Beauty
В 2016 году Наталья Османн стала посланницей косметических брендов Redken и Essie в России.
В 2017 году в рамках коллаборации проекта #FollowMeTo и Clinique выпустила специальный набор для путешествий.
С ноября 2018 по июнь 2019 года являлась лицом Oriflame в России и лицом обложек каталогов бренда в России и СНГ. Выступала автором и лицом серии рекламных роликов бренда для ТВ, Instagram и YouTube.
В 2019 году Наталья совместно с брендом 22 | 11 cosmetics создала именную travel-коллекцию.

## Йога и медитации
С 2005 года Наталья занимается духовными практиками, различными видами йоги и медитаций. Получала знания и посвящения в Индии, Гималаях, Тибете, Египте, Южной Америке и на Бали.
В 2020 году вышла в свет лимитированная коллекция ковриков для йоги Натальи Османн и бренда OMMA «Nataly Osmann & OMMA».
В мае 2020 года Наталья запустила авторский онлайн-курс «Первые шаги к йоге и медитации», в котором делится личным опытом духовных практик, работой с йогой и медитациями. Курс включает в себя видеоуроки, плейлисты с мантрами, аудиомедитации, информацию о литотерапии и аура-сома.
В ноябре 2020 года в Москве состоится открытие авторского проекта Натальи: духовного Well-being пространства «Ashram».

## Личная жизнь
В 2011 году на одной из съёмок в Москве Наталья познакомилась с фотографом Мурадом Османн. В том же году был создан проект #FollowMeTo «Следуй за мной» .
6 июня 2015 года, Османн и Захарова поженились. У пары было две свадьбы, одна из которых прошла в Москве, вторая в Дагестане. Свадьбу осветили такие издания, как Business Insider, The Hollywood Reporter, ELLE, Glamour, Marie Claire и др.В браке родила двоих сыновей.
В том же году Мурад и Наталья создали ювелирный бренд обручальных колец «Follow your love». В 2016 году бренд выпустил лимитированную коллекцию с неконфликтными бриллиантами. Во время работы над коллекцией, «Follow your love» сотрудничал с некоммерческой организацией The Adventure Project, целью которой является создание рабочих мест в развивающихся странах.

## Книги
- 2015 — «#FOLLOWMETO! Впечатляющие приключения Натальи и Мурада Османн — российской пары путешественников» (рус.изд).
- 2014 — «Follow Me To: A Journey around the World Through the Eyes of Two Ordinary Travelers» (англ.изд).

## Награды
- 2018 — Лучший Travel-блогер по версии журнала GQ;
- 2018 — Best Influencer of the Year по версии Influencer Awards Monaco;
- 2018 — #glam_travelгид по версии Glamour Influencers Awards;
- 2017 — ТОП-3 самых успешных и влиятельных блогов о путешествиях в мире по версии Forbes;
- 2015 — «Самая медийная свадьба года» по версии журнала Wedding;
- 2015 — «Пара года» по версии журнала Glamour.